# Musée Guimet
Het Musée national des Arts asiatiques-Guimet, kortweg Musée Guimet, is een Frans museum voor Aziatische kunst. Het is gevestigd in Parijs en maakt deel uit van de Réunion des musées nationaux et du Grand Palais des Champs-Élysées.

## Geschiedenis
Het museum werd opgericht op initiatief van Émile Guimet (1836-1918), een industrieel en geleerde uit Lyon. Dankzij zijn reizen naar Egypte en Griekenland en een wereldreis in 1876 waarbij hij Japan, China en India aandeed, slaagde hij er in een indrukwekkende collectie exotische kunst op te bouwen, die hij vanaf 1879 in Lyon tentoonstelde.

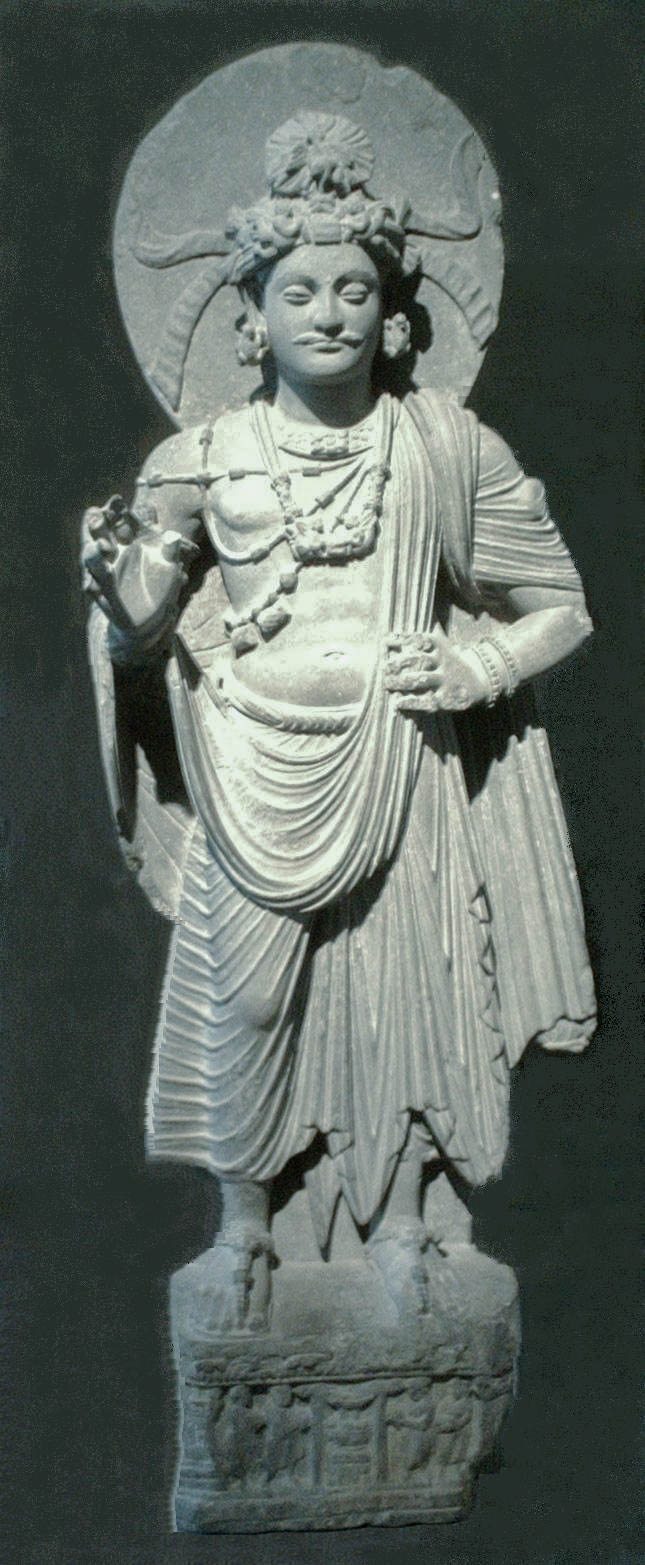
Prins Siddharta

Vervolgens specialiseerde hij zich in Aziatische kunstvoorwerpen, en verhuisde hij zijn collectie naar het museum dat hij in Parijs had laten bouwen aan het Place d'Iéna in het 16e arrondissement. Het museum werd geopend in 1889. In 1927 werd het verbonden aan de Direction des Musées de France, en begon het museum nieuwe kunststukken te verzamelen. Mede dankzij enkele particuliere legaten bezit het de grootste collectie van Aziatische kunst buiten Azië. Het Musée Guimet beheert tevens het nabijgelegen Panthéon Bouddhique en het Musée d'Ennery, eveneens gewijd aan Aziatische kunst. Echter, terwijl de collectie in het museum is gerangschikt per geografisch tijdperk en als doel heeft de geschiedenis van de Aziatische kunst over te brengen op het publiek, benadert het Panthéon Bouddhique het oorspronkelijk plan van Emile Guimet om, met op iconografisch gebied interessante objecten, de kennis van de oosterse religies te vergroten - in dit geval die van het boeddhisme uit China en Japan.

### Heden
Hoewel het museum tegenwoordig vrijwel geheel Oost-Azië bestrijkt, is er alleen aandacht voor archeologische stukken en klassieke oriëntaalse kunst. Er zijn weinig tot geen hedendaagse of etnologische stukken te vinden. Wel is er, dankzij de erfenis van Krishnâ Riboud, een uitgebreide textielafdeling. Tevens wordt er af en toe een kleine zaal ingericht met hedendaagse kunst, als begeleiding bij een tijdelijke expositie. Etnologische stukken zijn vooral terug te vinden in het Musée du quai Branly.
Zoals bij veel musea verschuift het doel van het Musée Guimet meer en meer van het simpelweg verstrekken van informatie naar het herbergen van een cultureel centrum; het museum organiseert geregeld culturele evenementen gelieerd aan Aziatische culturen, waaronder recitals, concerten en dans- en theatervoorstellingen.

## Afdelingen

### Afghanistan en Pakistan
De kern van de Afghaanse en Pakistaanse collectie bestaat uit aankopen van Alfred Foucher en archeologische vondsten van de Délégation archéologique française en Afghanistan (DAFA). Hij is grotendeels gewijd aan greco-boeddhistische kunst uit de koninkrijken die vroeger Pakistan en Afghanistan besloegen:
- Kunst uit Gandhara (waaronder sieraden en de beroemde bodhisattva van Foucher).
- Overblijfselen van Hadda, gekenmerkt door het gebruik van stucwerk. Deze resten lopen vandaag de dag gevaar door de Amerikaanse bombardementen in Afghanistan
- De schat van Baghram, in 1937 gevonden door Joseph Hackin tijdens onderzoek van de DAFA. Deze schat bevat ivoren voorwerpen in de Mathurastijl (waaronder exemplaren gevonden in Pompeï), Chinese lak uit de Han-dynastie en Romeins glaswerk. Deze geven een beeld van de uitgebreide ruilhandel die rond die tijd plaatsvond tussen Europa en het Oosten.

### Himalayagebergte

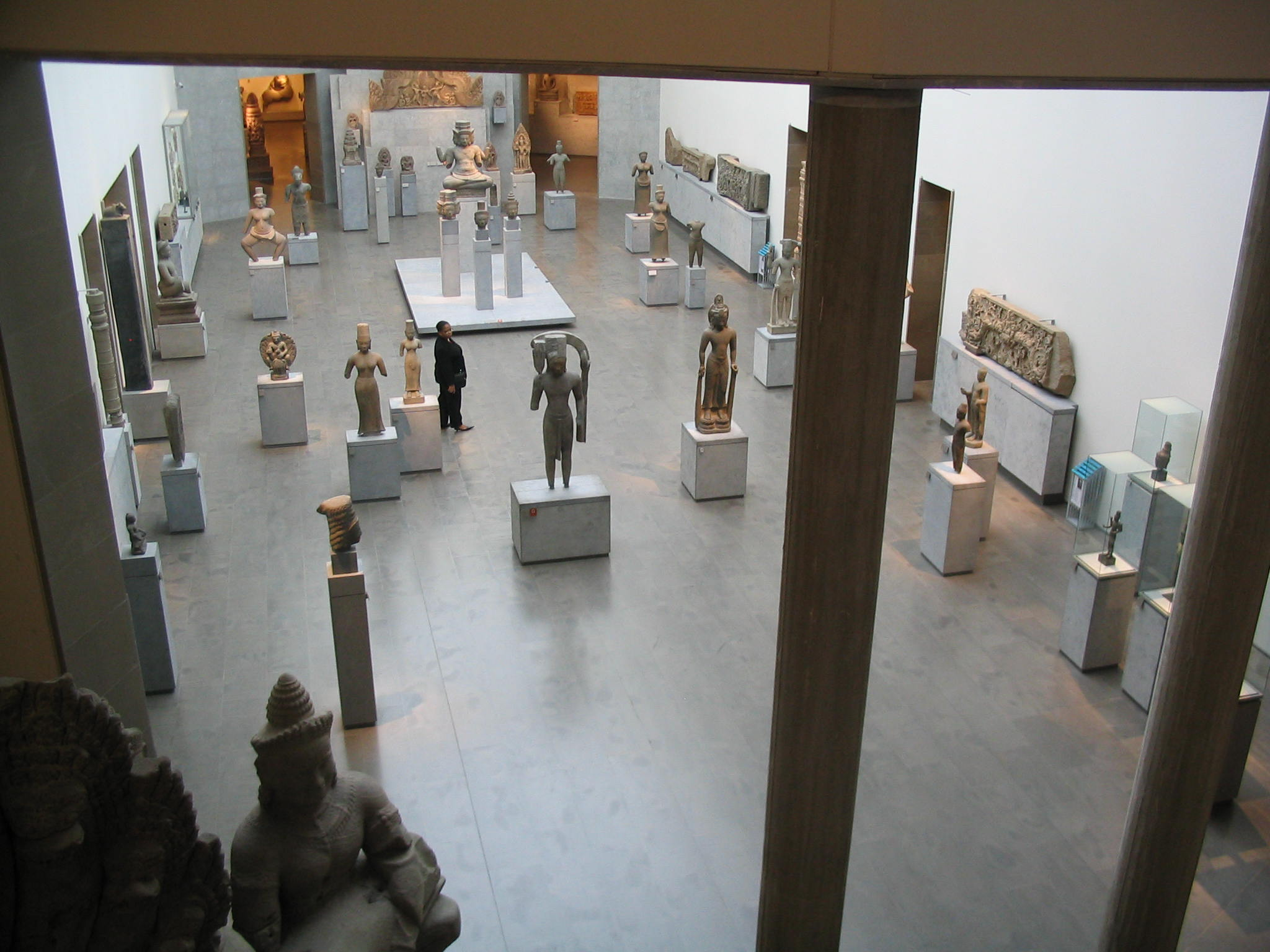
Zicht op de collectie op de begane grond

De collectie bestaat vooral uit door Guimet gevonden bronzen standbeelden, in 1912 aangevuld met bronzen beelden en schilderijen ontdekt door Jacques Bacot. Hij is gewijd aan de religieuze kunst van Tibet en Nepal.

### Zuidoost-Azië
De Zuidoost-Aziatische collectie is een van de grootste van het museum, en is grotendeels gewijd aan de Khmer-beeldhouwkunst en -versiering. Tevens bevat hij - hoewel in mindere mate - kunst uit Champa, Thailand (Dvaravati, Ayodhaya en Ayuthya), Indonesië, Birma en Laos.

### China
Op de Chinese afdeling zijn vooral beeldhouwwerken, vazen, antieke maquettes en bodhisattva te vinden, evenals enkele beschilderde rollen (een van de voorouders van het stripalbum).

### Japan
De Japanse collectie bevat vooral kamerschermen, sumi-e, standbeelden van tenno en bosatsu, evenals maskers uit het no-spel.